# Набивные стеллажи
Набивные (глубинные, тоннельные) стеллажи (англ. Drive-in pallet racks) — это складские металлические стеллажи, предназначенные для хранения грузов на поддонах, предусматривающие работу складской техники непосредственно внутри стеллажа.
По конструкции набивные стеллажи сложнее фронтальных. Конструкция набивных стеллажей включает в себя вертикальные стойки из перфорированного гнутого профиля, диагональные раскосы, соединяющие вертикальные стойки и обеспечивающие требуемую устойчивость и прочность конструкции, горизонтальные направляющие (траверсы), на которые укладываются поддоны, кронштейны для крепления и систему ограждения, предохраняющую конструкцию стеллажа от повреждений при столкновении со складской техникой. К геометрии каркаса стеллажей предъявляются повышенные требования из-за того, что поддоны опираются не на балки, а на направляющие. Это повышает стоимость рамы набивных стеллажей, по сравнению с фронтальными стеллажами.
Гнутый профиль, из которого выполнены вертикальные стойки и горизонтальные направляющие, обеспечивает достаточную прочность и жёсткость конструкции при сравнительно малом её весе. Гнутый профиль нашёл широкое применение благодаря тому, что стеллажи, выполненные из гнутого профиля специальной геометрии (которая обычно отличается у разных производителей, а особо удачные образцы патентуются) легче стеллажей, выполненных из горячекатаных профилей (швеллеров, двутавров, труб и т. д.), при одних и тех же требованиях к прочности и жёсткости конструкции.
Отверстия в стойках и направляющих позволяют легко менять геометрию каркаса стеллажа, адаптируя его к разным типам грузов. Обычно рама стеллажа, выполненная из оцинкованного профиля, покрывается краской, но иногда используется порошковое напыление. Это делается для того, чтобы  защитить каркас стеллажа от коррозии, истирания и воздействия абразивных сред.
Набивные стеллажи устанавливаются блоками, межстеллажные проходы редки, что увеличивает полезную площадь склада. Наиболее эффективной схемой работы с набивными стеллажами является схема, при которой одному наименованию товара соответствует один стеллажный коридор. Обычно загрузка и разгрузка каналов набивных стеллажей происходит по принципу «последним прибыл — первым убыл». То есть загрузка и разгрузка глубинных стеллажей происходят с одной стороны. Однако иногда применяется так называемая «проходная» схема установки набивных стеллажей, при которой зоны погрузки и выгрузки разнесены. То, что складской технике приходится заезжать внутрь набивных стеллажей, серьёзно замедляет обслуживание грузов и существенно увеличивает риск столкновения складской техники с рамой стеллажа. Поэтому в нижней части рамы есть изготавливают специальные отбойники, не позволяющие складской технике врезаться в каркас стеллажа. Но в любом случае операторы, работающие с набивными стеллажами, должны быть лучше подготовлены.
Набивные стеллажи подходят для длительного хранения однотипных грузов на складе. Невозможность доступа к некоторым грузовым единицам компенсируется довольно высокой степенью использования площади склада. Набивные стеллажи обычно используются для хранения однотипных грузов с некритичными сроками хранения.